# Margaretamys beccarii
Margaretamys beccarii is een knaagdier uit het geslacht Margaretamys dat voorkomt in het noordoosten en midden van Celebes. Het dier leeft in laaglandregenwoud. Oorspronkelijk is deze soort beschreven in het geslacht Mus, dat destijds zeer veel soorten bevatte die nu tot allerlei andere geslachten gerekend worden. Na een lange geschiedenis in de catacomben van de vele soortengroepen van Rattus is hij door Musser (1981) in een apart, nieuw geslacht, Margaretamys, geplaatst, samen met twee nieuwe soorten.
M. beccarii is een kleine, in bomen levende rat met een dikke, korte vacht, een lange staart met een borstel eraan en korte, brede voeten. De rugvacht is dicht, grijsbruin en hard. De buikvacht is meestal lichtgeel, maar de kleur varieert van crèmekleurig tot geelbruin. De oren zijn spaarzaam bedekt met lichtbruine haren. Er zitten wat donkere vlekken op het gezicht. De klauwen zijn kort en scherp. De staart is lang en meestal bruin. Bij de meeste exemplaren is de onderkant wat lichter. Vrouwtjes hebben in totaal zes mammae: één postaxillarieel en twee inguïnale paren. Jonge dieren hebben een grijze rug en een crèmekleurige buik. De oren zijn donkergrijs. Anders dan bij volwassen exemplaren zitten er geen zachte stekels in de vacht. De kop-romplengte bedraagt 117 tot 152 mm, de staartlengte 150 tot 200 mm, de achtervoetlengte 25 tot 31 mm, de oorlengte 15 tot 21 mm en de schedellengte 32 tot 35,5 mm. Het karyotype bedraagt 2n=42, FN=46.